# Oyedaea boliviana
Oyedaea boliviana là một loài thực vật có hoa trong họ Cúc. Loài này được Britton mô tả khoa học đầu tiên năm 1892.